# Partido Nacional Republicano
De Partido Nacional Republicano (PNR, Nederlands: Nationaal-Republikeinse Partij) was een Spaanse politieke partij ten tijde van de Tweede Spaanse Republiek en de Spaanse Burgeroorlog.
De PNR werd in juli 1934 opgericht door de tot dan toe partijloze Felipe Sánchez Román. De partij stond voor een gematigd rechts beleid, pacifisme en democratie. Omdat de PNR weigerde om met de communisten (Partido Comunista de España) samen te werken, trad de partij niet toe tot het Volksfront van links-republikeinen, socialisten en communisten. 
Direct na het uitbreken van de burgeroorlog gaf president Manuel Azaña Diego Martínez Barrio van de Unión Republicana op 19 juli 1936 opdracht om een centrumrechtse regering te vormen. Twee leden van de PNR, te weten Felipe Sánchez Román en Justino de Azcárate y Flórez werden in deze regering opgenomen. President Azaña hoopte dat deze regering aanvaardbaar zou zijn voor de rebellen en dat ze hun opstand verder zouden staken. Premier Martínez belde generaal Emilio Mola, de leider van de nationalistische rebellen, op om hem het ministerie van Defensie aan te bieden. Generaal Mola weigerde en nog diezelfde dag bood de regering haar ontslag aan. 
Tot het einde van de burgeroorlog bleef de PNR in het parlement vertegenwoordigd. In 1939 werd de partij door de nationalisten verboden.

## PNR-ministers
- Felipe Sánchez Román
- Justino de Azcárate y Flórez